# ドリーミン (ブロンディの曲)
「ドリーミン」（Dreaming）は、ブロンディが1979年に発表した楽曲。

## 概要
作詞作曲はデボラ・ハリーとクリス・シュタイン。ハリーは『Entertainment Weekly』のインタビューでこう答えている。
シュタインは自分の作った曲を指して「僕らがどこから始めたのか覚えてないが、あれはABBAの『ダンシング・クイーン』のまるごとパクリだ」と述べている。
レコーディングはニューヨークのザ・パワー・ステーションとエレクトリック・レディ・スタジオで行われた。アルバム『恋のハートビート（Eat to the Beat）』の他の多くの曲と同様、ライブで録音された。マイク・チャップマンは強権的なレコード制作で知られるプロデューサーだったが、ドラマーのクレム・バークはこう証言している。「彼はまったく俺のやりたいようにやらせてくれた。驚いたよ。俺はほんとうはああいう感じにするつもりはなかったんだが、リハーサルだと思ってこれでもばかりにむちゃくちゃに叩いた。そしたらそれが『ドリーミン』のテイクになった」
1979年9月、シングルとして発売。本国盤のB面は「リアル・ワールド」。イギリス盤のB面は「サウンド・ア・スリープ」。同年9月28日発売のアルバム『恋のハートビート』の1曲目に収録された。
ビルボード・Hot 100では27位を記録。イギリスで2位、カナダで4位を記録した。